# Cladocolea harlingii
Cladocolea harlingii är en tvåhjärtbladig växtart som beskrevs av Kuijt. Cladocolea harlingii ingår i släktet Cladocolea och familjen Loranthaceae. Inga underarter finns listade i Catalogue of Life.